# Isabella av Vertus
Isabella av Vertus, född 1348, död 1372, var en fransk prinsessa, och grevinna av Vertus. Hon var gift med Gian Galeazzo Visconti, som blev hertig av Milano efter hennes död. 
Hon var yngsta dotter till Johan II av Frankrike och Bonne av Luxemburg. Hon gifte sig 8 oktober 1360 med Gian Galeazzo Visconti. I april 1361 gav hennes far henne grevskapet Vertus och förklarade henne för regerande grevinna av Vertus. 
Hon avled i barnsäng.